# Bragasellus comasioides
Bragasellus comasioides és una espècie de crustaci isòpode pertanyent a la família dels asèl·lids.

## Hàbitat
Viu a l'aigua dolça.

## Distribució geogràfica
Es troba a prop de Sotres (Astúries, l'Estat espanyol).